# Zygmuntów (Gertrudów)
Zygmuntów – część wsi Gertrudów w Polsce, położona w województwie łódzkim, w powiecie radomszczańskim, w gminie Gomunice.
W latach 1975–1998 Zygmuntów należał administracyjnie do województwa piotrkowskiego.